# Live in Bucharest: The Dangerous Tour
Live in Bucharest: The Dangerous Tour er en live koncert DVD af den amerikanske musiker Michael Jackson udgivet den 25. juli 2005.

## Spor
| #   | Titel                                                     | Sangskriver(e)                                              | Længde |
| --- | --------------------------------------------------------- | ----------------------------------------------------------- | ------ |
| 1.  | "Jam"                                                     | Michael Jackson, René Moore, Bruce Swedien, Teddy Riley     | 8:16   |
| 2.  | "Wanna Be Startin' Somethin'"                             | Michael Jackson                                             | 5:13   |
| 3.  | ""Human Nature""                                          | Steve Porcaro, John Bettis                                  | 5:02   |
| 4.  | "Smooth Criminal"                                         | Michael Jackson                                             | 6:00   |
| 5.  | "I Just Can't Stop Loving You" (duet with Siedah Garrett) | Michael Jackson                                             | 4:45   |
| 6.  | "She's Out of My Life"                                    | Tom Bahler                                                  | 4:53   |
| 7.  | "I Want You Back/The Love You Save"                       | Berry Gordy, Freddie Perren, Alphonzo Mizell, Deke Richards | 2:17   |
| 8.  | "I'll Be There"                                           | Berry Gordy, Bob West, Willie Hutch, Hal Davis              | 4:33   |
| 9.  | "Thriller"                                                | Rod Temperton                                               | 5:51   |
| 10. | "Billie Jean"                                             | Michael Jackson                                             | 7:44   |
| 11. | "Working Day and Night"                                   | Michael Jackson                                             | 10:04  |
| 12. | "Beat It"                                                 | Michael Jackson                                             | 7:24   |
| 13. | "Will You Be There"                                       | Michael Jackson                                             | 6:51   |
| 14. | "Black or White"                                          | Michael Jackson, Bill Bottrell                              | 6:38   |
| 15. | "Heal the World"                                          | Michael Jackson                                             | 8:53   |
| 16. | "Man in the Mirror"                                       | Siedah Garrett, Glen Ballard                                | 13:28  |